# Redwood Bank Pacific Coast Championships 1972
Il Redwood Bank Pacific Coast Championships 1972 è stato un torneo di tennis giocato ad Alamo negli Stati Uniti. È stata la 2ª edizione del torneo, che fa parte del World Championship Tennis 1972. Si è giocato dal 25 settembre al 1º ottobre 1972.

## Campioni

### Singolare
John Newcombe ha battuto in finale  Cliff Drysdale con il punteggio di 6–1 6–1 7–5

### Doppio
Tom Okker /  Marty Riessen ha battuto in finale  Ismail El Shafei /  Brian Fairlie con il punteggio di 7–6, 6–4